# مايرون تشارلز تايلور
مايرون تشارلز تايلور (بالإنجليزية: Myron Charles Taylor)‏ هو دبلوماسي وقسيس ورائد أعمال أمريكي، ولد في 18 يناير 1874 في لايونز في الولايات المتحدة، وتوفي في 5 مايو 1959 في نيويورك في الولايات المتحدة.

## وصلات خارجية
- مايرون تشارلز تايلور على موقع الموسوعة البريطانية (الإنجليزية)
- مايرون تشارلز تايلور على موقع مونزينجر (الألمانية)
- مايرون تشارلز تايلور على موقع إن إن دي بي (الإنجليزية)